# Jacques Haman
Jacques Haman (Garoua, 30 agosto 1994) è un calciatore camerunese, attaccante dell'Al-Sinaa.